# José Zavala
José Francisco Zavala Ramos, conocido como José Zavala (Lagos de Moreno, 25 de enero de 1940 - Zúrich, 7 de mayo de 2006), fue un psiquiatra y analista junguiano mexicano.
Realizó sus estudios de medicina y psiquiatría en Durango, México. Nacionalizado en Suiza, residió en Zúrich desempeñando allí su actividad como analista junguiano. Mantuvo una estrecha relación con Marie-Louise von Franz, Barbara Hannah y Dieter Baumann, y formó parte del grupo de la Torre en Küsnacht (Turmgruppe), que se creó a principios de los años ochenta en torno a ellos con la intención de preservar el verdadero espíritu de la obra de C. G. Jung. Desde entonces también acudiría a dar seminarios y conferencias en distintos países, sobre todo en España, creando en Valencia un grupo de trabajo de Psicología analítica y organizando también allí reuniones internacionales. 
Ha dejado numerosos escritos sobre las más variadas materias, destacando entre ellas sus investigaciones sobre el antiguo México en relación con los números, el Eros, la vida religiosa o la sincronicidad. Merece una especial mención su monumental obra del Diccionario de Términos Náhuatl, formado por veinticuatro volúmenes, así como también sus escritos de interpretación psicológica de diversas obras de Shakespeare.

## Reseña biográfica

### Infancia
José Zavala nace el 25 de enero de 1940, en el nº 12 de la Avenida 5 de Mayo, en Lagos de Moreno en el Estado de Jalisco. Hijo de Consuelo Ramos Mellado y de José Maximiliano Zavala Menchaca. Uno de sus antepasados habría formado parte del ejército de Pancho Villa. Sus abuelas provenían del norte de México. Su abuela paterna le brindó el primer contacto con el náhuatl. Fue el primogénito de cuatro hermanos: Consuelo, María Cristina y Luis Alberto. Realizó sus estudios primarios en el Instituto Durango y los secundarios en el Instituto Juárez.

### Universidad
José Zavala inició sus estudios universitarios de medicina en 1957 en la Universidad Juárez de Durango, con la idea de poderse especializar en cirugía. 
Bajo los auspicios de la Universidad y del Departamento de Difusión Cultural del Estado de Durango que estaba dirigido entonces por la célebre escritora y poetisa Olga Arias, creó el círculo de Teatro Experimental Universitario y hasta el año 1967 fue actor y director del mismo, llegando a estrenar nueve obras. Además, realizó y presentó un programa de música clásica en la radio y destacó también en el ajedrez, obteniendo relevantes trofeos.

### Inicios
Finalizó sus estudios universitarios en 1963 y realizó como médico rural su servicio social en la demarcación de la Sierra Madre Occidental. Posteriormente ejercería su profesión en un consultorio en el centro histórico de Durango.
Permaneció tres años como médico psiquiatra residente, en el servicio de neuropsiquiatría dirigido por el profesor Dr. Miguel Vallebueno, donde realizaría su tesis sobre las psicosis orgánicas. 
En un Congreso de Psiquiatría en Europa, el Dr. Vallebueno conoció personalmente a Jung y a su nieto Dieter Baumann. Él introdujo la obra y el pensamiento de Jung en México, e inició a José Zavala en sus escritos, y como estos llegaron a despertar tanto su interés, le aconsejó a que viajara a Europa si quería profundizar, e incluso le llegaría a ofrecer incondicional ayuda para ello. También su amiga Olga Arias le regalaría por aquel entonces el libro de El secreto de la Flor de oro, del que quedaría especialmente impresionado, por lo que ella también le animaría para que se formara en Europa.

### Etapa en Suiza
Llegó a Zúrich el día dos de marzo de 1968, a los veintiocho años de edad. Allí tuvo que encontrar su lugar como médico, donde llegaría a trabajar en la Clínica Psiquiátrica Universitaria Burghölzli. Trabajó también en una clínica psiquiátrica del cantón de Zug y finalmente le ofrecieron un puesto de psiquiatra en una clínica en Franziskusheim. 
Comenzó su formación en el C.G.Jung-Institut Zürich en 1969 y pronto pasó a trabajar con Dieter Baumann.
En 1971 se dirigió a Marie-Louise von Franz para pedirle iniciar un análisis con ella. En aquella ocasión le respondería que lamentablemente ya hacía algún tiempo que no tomaba alumnos en análisis, pero aun así ella le pidió que realizara un trabajo de interpretación psicológica. Poco tiempo después, él le presentó la interpretación del cuento de El Coyote y la Serpiente, y entonces von Franz le escribió una carta felicitándole por su excelente trabajo y diciéndole que estaba dispuesta en esta ocasión a hacer una excepción con él y aceptarlo como analizado, además de animarle para que publicara aquel trabajo. Este año también contrajo matrimonio con Theres Bucher.

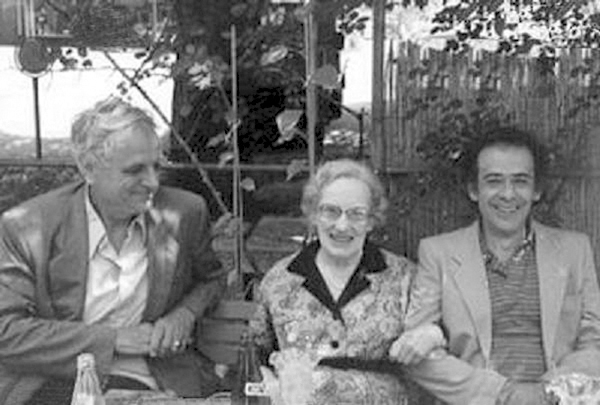
Dieter Baumann, Marie-Louise von Franz y José Zavala.

Desarrolló su actividad investigadora y trabajó como analista y docente del C.G.Jung-Institut Zürich. Allí estrecharía sus relaciones con Bárbara Hannah, Franz Riklin, Paul Walder y otros conocidos colegas de la época de Jung. Posteriormente pertenecería a la International Association of Analytial Psychology, a la Schweizer Gesellshaft fûr Analystische Psychologie y sería miembro de la Schweizer Gesellschaft der Religion-Swissenschaftssociation of Graduates of the C.G.Jung-Institut Zürich, así como de la Societe Suisse des Americanistes y de la Asociación Suiza de Psicología. 
Más tarde también ejercería como docente y analista didacta en la Forschungs-und Ausbildungszentrum für Tiefen Psychologie Nach Carl Gustav Jung und Marie-Louise von Franz.
En 1974 nació su hijo Félix y dos años después nacería su hija Agnes.
Impartió en 1976 un ciclo de cuatro conferencias en el C.G.Jung-Institut Zürich sobre símbolos del proceso de individuación en el México antiguo. 

### Tesis
En 1977 se publicó su trabajo de tesis para el C.G.Jung-Institut de Zúrich, con un prefacio de Marie-Louise von Franz: El desarrollo psíquico en la antigua simbología Mexicana: representado en un canto mexicano antiguo desde el punto de vista de la psicología de C.G.Jung.
Un año después, comienza a preparar el Diccionario de Términos Náhuatl, en el que trabajó hasta el final de sus días y que comprende más de cien mil palabras, en cinco idiomas y que conforman una obra de veinticuatro volúmenes, en la actualidad aún sin publicar.
Participó en Córdoba, a petición de Marie-Louise von Franz en el Congreso Internacional Ciencia y Conciencia, con su trabajo: Algunos aspectos sobre la sincronicidad con relación al Calendario Mexicano Tonalamalt.
En 1980 fue invitado a dar conferencias en Granada por recomendación de Marie-Louise von Franz. Dirigió allí durante un tiempo un grupo de trabajo, ya que en el ámbito psiquiátrico surgiría una iniciativa que pretendía que la psicología de C. G. Jung pudiera llegar a ser desarrollada en España.

### Turmgruppe
Formó parte también en 1981 del núcleo de analistas de varias nacionalidades, que dieron vida al que denominaron Turmgruppe - Grupo de la Torre - de Küsnacht. Ellos provenientes del C.G.Jung-Institut de Zúrich, se reunieron en torno a Marie-Louise von Franz, Barbara Hannah y Dieter Baumann, con el deseo de desarrollar y mantener vivo el espíritu de la psicología junguiana. Realizaban sus reuniones en el Hotel Sonne, en el mismo lugar en el que Jung en el pasado impartió también sus conferencias y seminarios. José Zavala durante muchos años y hasta el final de su vida se encargó de la organización de estas reuniones.

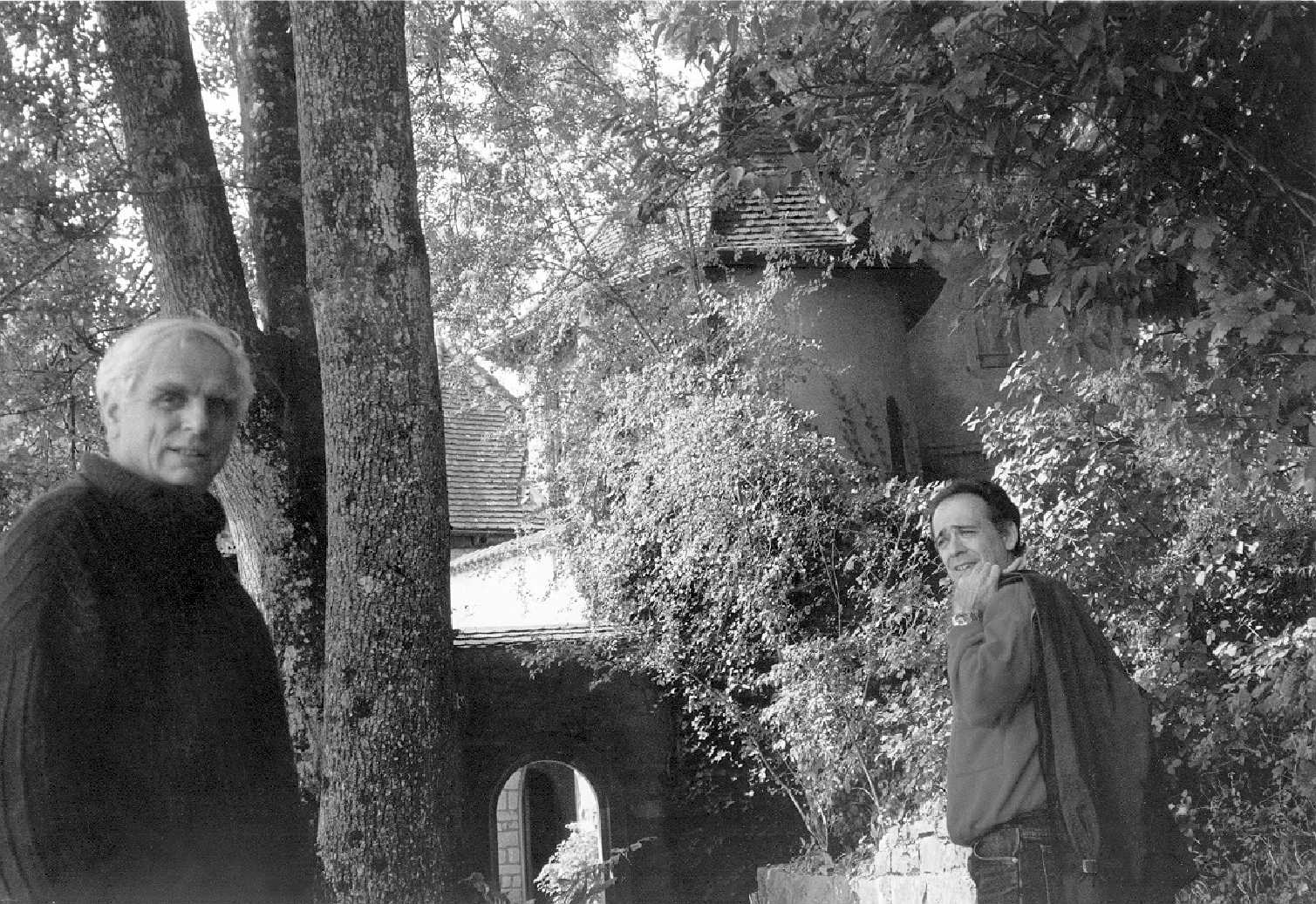
Dieter Baumann y José Zavala.

### Valencia
En 1982 comenzaron las actividades del Grupo de Psicología Analítica de Valencia, a donde periódicamente acudiría, hasta el año 2005, para dirigir un seminario de Psicología Analítica, dar conferencias y trabajar como analista. 
En 1986 comenzó a organizar en Valencia, por iniciativa de Dieter Baumann, las Reuniones Internacionales de Verano. Por mediación suya se creó en Valencia la Asociación de Psicología Analítica, aceptando Marie-Louise von Franz formar parte de su patronato.

### Otros trabajos y conferencias
Dictó numerosas conferencias en el Club Psicológico de Zúrich, sobre temas relacionados con el México Antiguo a la luz de la psicología analítica. Participó también en numerosos seminarios y conferencias en Italia y España, donde también presentaría sus investigaciones en torno a William Shakespeare y alguna de sus obras.
En 1990 por iniciativa suya, se publicó en Valencia el libro Contributions to Junguian Psychology, en conmemoración del 75 aniversario de Marie-Louise von Franz, en donde se incluye la última conferencia impartida por ella, en Küsnatch el 25 de noviembre de 1986: La Rehabilitación de la Función del Sentimiento por C.G.Jung en nuestra Civilización Contemporánea.
Más tarde propuso en Valencia en 1995 la creación de una Asociación Internacional para la difusión de la Psicología Analítica de C.G.Jung y Marie-Louise von Franz y posteriormente en 2004, creó su patronato con numerosas personalidades de distintos países que conocieron y trabajaron con C.G.Jung, Marie-Louise von Franz y Bárbara Hannah.
Adquirió la nacionalidad Suiza en 1996. 
El 17 de febrero de 1998 muere Marie-Louise von Franz, poco después de que él la fuera a visitar por última vez. En aquella ocasión, ella tomó la decisión de que la edición que se preparara de su libro Número y Tiempo en español, antes de ser publicada, debería de ser revisada y aceptada por él.

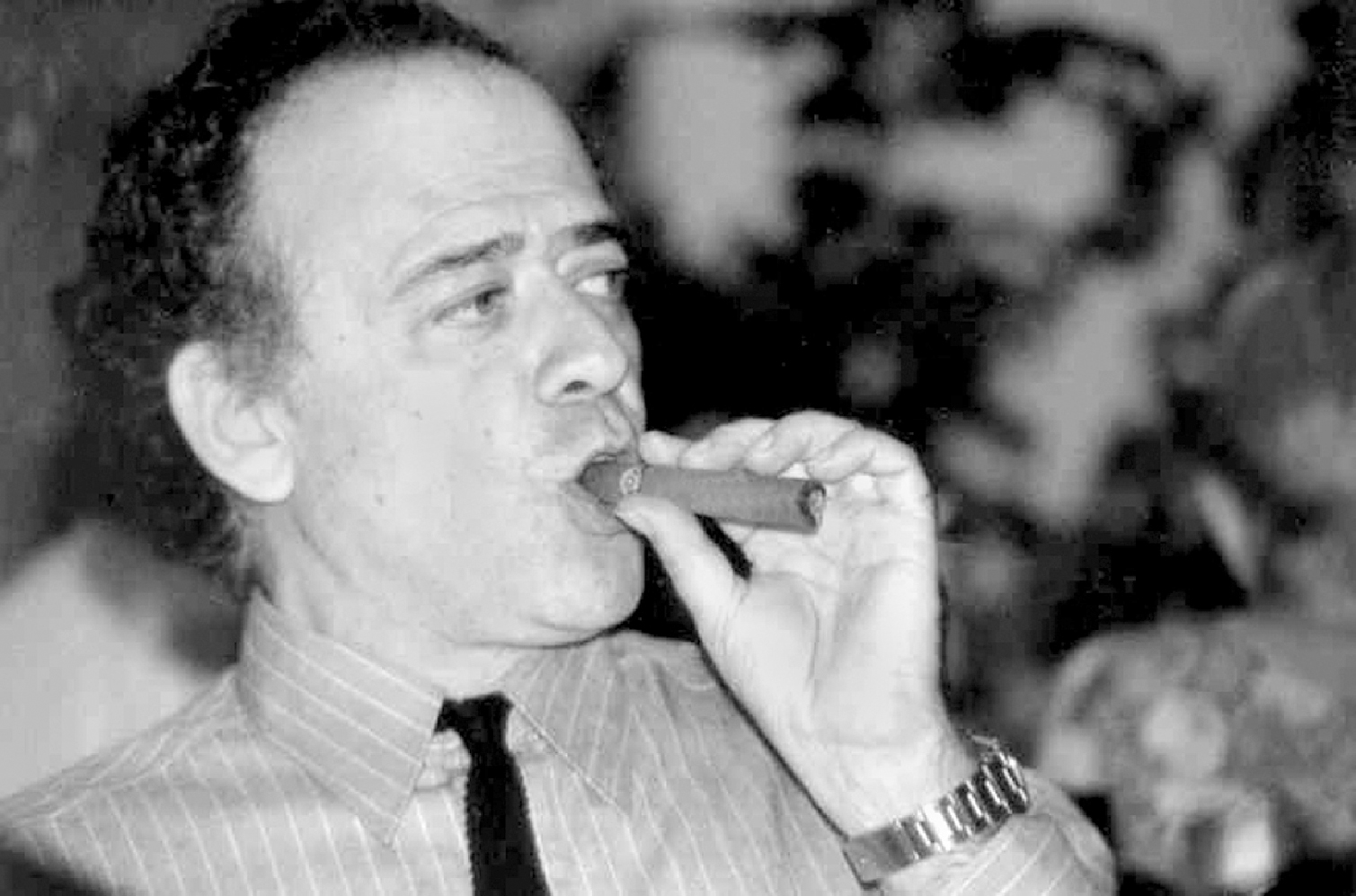
José Zavala.

### Muerte
José Zavala falleció durante el mediodía del día siete de mayo, tras seis meses de enfermedad, en el Hospital Universitario de Zúrich. El día 31 de julio, familiares y amigos depositaron sus cenizas en la Pirámide del sol de Teotihuacán - el lugar donde fueron hechos los dioses - el antiguo centro urbano de Tenochtitlán, la antigua capital del Imperio Azteca.

## Obras
- El Coyote y la Serpiente. Ensayo de una Interpretación Psicológica de un Cuento Mexicano. Universidad Juárez del Estado de Durango, Durango, 1973.
- Ein altmexikanischer Gesang. Versuch zu einem psychologischen Kommentar. C.G. Jung Institut, Zürich, 1974.
- Die psychische Entwicklung in altmexikanischer Symbolik. Dargestellt an einem altmexikanischen Gesang im Lichte der Psychologie C. G. Jungs. Verlag Adolf Bonz, Stuttgart, 1977.
- Quelques aspects de la synchronicité en relation avec le calendier divinatoire mexicain Tonalamatl. In: Cazenave, Michel; et. al.: Science et Conscience. Le deux lectures de l'univers. France Culture /Colloque de Cordue. Editions Stock, Paris 1980.
- Einige Aspekte der Synchronizität anhand des mexikanischen divinatorischen Kalenders Tonalamatl. In: Bulletin 45, Société Suisse der Américanistes, Genève 1981. p. 61 - 69
- Synchronicity and the Mexican divinatory calendar Tonalamatl. In: Quadrant. Journal of the C. G. Jung Foundation for Analytical Psychology. Volume 15, Number 1. New York, 1982. p. 55 -70
- Über die archetypische Idee der Zeit in Altmexiko. In: Indiana 8. Beiträge zur Völker-und Sprachkunde, Archäologie und Anthropologie des Indianischen Amerika. Gedenkschrift Walter Lehmann, Teil 3. Gebr. Mann Verlag Berlin, 1983.
- Einige symbolische Aspekte der Zahl in Altmexiko. In: Bulletin 48, Société Suisse des Américanistes, Genève 1984. p. 37 - 49
- Unus Mundus et arts divinatoires, in: L'Herne, Paris 1984.
- Psychologische Betrachtungen zum Erdbeben von Mexiko 1985. Untersuchungen zur Sinnanalogie zwischen Geist und Materie. Zürich 1985. Unveröffentlicht.
- Psychologische Betrachtungen zum Waldsterben. In: Gotthard Post, 21. Dezember 1985.
- Die Bedeutung der Legende von der Weinenden damals - vor der Eroberung Mexikos - und heute. In: Bulletin 50, Société Suisse des Américanistes, Genève 1986.
- Sincronicidad y el Calendario Augúrico Mexicano Tonalamatl. En: Cuadernos de Simbología y Naturismo, Nº. 2. Valencia, Invierno 1986.
- Alcuni aspetti simbolici del numero nell'antico Messico. In: Materiali per il Piacere della Psicoanalisi 11. "Psicoanalisi e Matematica". Tipografía Editrice Pisana, Pisa 1989.
- Psychologische Aspekte des Eros in Altmexiko. In: Festschrift für Marie-Louise von Franz, zum 75. Geburtstag. Stiftung für Jung'sche Psychologie. Zürich, 4. Januar 1990.
- Aspetti psicologici dell'Eros nel Messico Antico, in: Klaros. Quaderni di Psicologia Analitica. Anno 3, Nº. 1. Editrice "Il Sedicesimo", Firenze, Giugno 1990.
- Psychologische Betrachtungen über das religiöse Leben Altmexikos. In: Beiträge zur Jung'schen Psychologie. Festschrift zum 75. Geburtstag von Marie-Louise von Franz. Herausgeber: J. Zavala, G. Rusca, R. Monzó. Victor Orenga Editores, Valencia, Herbst 1990.
- Zavala, J., Rusca, G., Monzó, R. (Herausgeber): Beiträge zur Jung'schen Psychologie. Festschrift zum 75. Geburtstag von Marie-Louise von Franz. Victor Orenga Editores, Valencia, Herbst 1990.
- Psychologisches zur "Entdeckung" Amerikas. Société Suisse des Américanistes. Genève, im Druck.
- Psychologische Lehren aus der mexikanischen Geschichte. Der Untergang Mexikos im Lichte der Analytischen Psychologie C. G. Jungs. Zürich, im Druck.
- Die Beziehung Mensch-Natur synchronistisch gesehen. Zürich 1996. Unveröffentlicht.
- Il rapporto uomo-natura alla luce della sincronicità. In: Ecologicamente. Psicología del rapporto uomo-ambiente. A cura di Claudio Widmann. Longo Editore, Ravenna, 1997.
- Zahl und Eros. Der synchronistische Hintergrund der Beziehung. In: Übertragung. Vortrags-Reihe 1995/96. Psychologischer Club Zürich 1997.
- Il Percorso del Sole e il Cammino dell‘Uomo. In: Il viaggio come metafora dell‘esistenza, a cura di Claudio Widmann. Edizioni Scientifiche Ma.Gi. Roma, 1999.
- Considerazioni psicologiche sul terremoto in Messico del 1985. Indagini sull‘analogia del significato tra spirito e materia. In: Agathodaimon. Saggi di psicologia analitica. A Dieter Baumann nel suo 75° compleanno. Vivarium, Milano 2002.
- Symbole in Prolog von William Shakespeare‘s Henry V. In Vorbereitung. (unpubliziert)
- William Shakespeare‘s Henry V. Versuch zu einem psychologischen Kommentar (unpubliziert)
- Einige Aspekte des Schwarz-Weiblichen im Shakespeares Werk. Anhand Ihrer Darstellungen in de Versen 1-31 der zweiten Szene des dritten Aktes von Romeo and Juliet. (unpubliziert)
- Marie-Louise von Franz and Shakespeares "Hamlet". In:The Fountain of the love of Wisdom: An Homage to Marie-Louise von Franz. Edited by Emmanuel Kennedy-Kypolitas. Chiron Publications. Wilmette, Illinois. 2006
- Nahuatl Dictionary (Diccionario de Términos Náhuatl al Alemán, Español, Inglés, Francés e Italiano). 24 Volúmenes (unpubliziert)
- "El Coyote y el Clacuachi", Ensayo de una interpretación psicológica de un cuento Mexicano. Institut-C.G.Jung of Zürich. 1973 (sin publicar)
- Comentarios Psicológicos de "Agua para Chocolate", de Laura Esquibel. Seminarios realizados en el Grupo de Valencia y en el País Vasco. (sin publicar)
- Calendario Tonalamatl ( I, II ). Traducción
- Codex Florentino: Libro IV, cap VI = Yoga Mexicano (Oraciones a Tezcatlipoca). Traducción
- "Número y Tiempo" de Marie-Louise von Franz. Traducción con la colaboración de Dieter Baumann

### Obra completa de José Zavala
- Zavala, José (2019-). Obra completa de José Zavala. Nueve volúmenes. Biblioteca de estudios psicológicos José Zavala. Bubok Publishing S.L.

1. El desarrollo psíquico en la antigua simbología mexicana. Presentado en un cantico mexicano antiguo a la luz de la psicología de C. G. Jung. 2019. ISBN 978-84-686-7985-3.
2. Portentos y presagios en el antiguo México. La caída de México a la luz de la psicología analítica de C. G. Jung. 2024. ISBN 978-84-685-7071-6.
3. Portentos y presagios en el antiguo México II. En preparación.
4. Ensayos sobre el antiguo México a la luz de la psicología analítica. En preparación.

### Volumen especial
- Traducción al castellano del libro de Marie Louise Von Franz Número y tiempo. En preparación.

### Volumen conmemorativo
- Monzó, Rafael; otros colaboradores (2013). Contribuciones a la Psicología de Carl Gustav Jung y Marie-Louise von Franz. Biblioteca de estudios psicológicos José Zavala. Bubok Publishing S.L. ISBN 978-84-686-3788-4.